# José Riobó
José Riobó – piłkarz urugwajski, obrońca.
Jako piłkarz klubu Defensor Sporting wziął udział w turnieju Copa América 1947, gdzie Urugwaj zajął trzecie miejsce. Riobó zagrał tylko w drugiej połowie meczu z Ekwadorem, zmieniając w przerwie Eusebio Tejerę.
W latach 1947-1948 rozegrał w reprezentacji Urugwaju 7 meczów.